# Otto Meixner
Otto Meixner von Zweienstamm (1. února 1858 Łobzów (dnes Krakov, Polsko) – 10. října 1946 Mondsee, Rakousko) byl rakousko-uherský generál. Jako absolvent vojenské akademie sloužil od roku 1879 v armádě. Sloužil u různých posádek mimo jiné v Čechách a na Moravě. Od roku 1912 byl velitelem 7. armádního sboru a v roce 1913 dosáhl hodnosti generála pěchoty. Na začátku první světové války byl účastníkem bojů na východní frontě, v roce 1915 byl zbaven velení a v roce 1919 penzionován, od té doby žil v soukromí. Jeho bratr-dvojče Hugo Meixner (1858–1951) sloužil také v armádě a jako generál pěchoty byl taktéž v roce 1915 odeslán do penze.

## Životopis
Pocházel z důstojnické rodiny, byl synem c. k. nadporučíka Eduarda Meixnera, měl bratra-dvojče Huga (1858–1951). Oba studovali nejprve v Sankt Pölten a poté na Tereziánské vojenské akademii ve Vídeňském Novém Městě a v hodnosti poručíka nastoupili k 55. pěšímu pluku. Spolu s bratrem později absolvoval školu pro vyšší důstojníky ve Vídni a až poté se jejich kariéra rozdělila. Otto sloužil u 22. pěší brigády, v roce 1886 byl povýšen na kapitána a v letech 1890–1891 sloužil v Olomouci. Poté postupoval v hodnostech (major 1892, podplukovník 1895), uplatnil se jako vojenský pedagog a novinář. Od roku 1899 byl velitelem 13. pěšího pluku v Krakově, poté sloužil v Plzni. Mezitím dosáhl hodnosti plukovníka (1898) a v roce 1904 byl povýšen na generálmajora. Od prosince 1907 zastával funkci sekčního šéfa na ministerstvu zeměbrany a v roce 1908 dosáhl hodnosti polního podmaršála. V roce 1911 převzal velení 4. pěší divize v Brně.
Od roku 1912 zastával funkci vrchního velitele 7. armádního sboru se sídlem v Temešváru. V roce 1913 byl povýšen do hodnosti generála pěchoty a téhož roku byl jmenován c. k. tajným radou. Na začátku první světové války byl jeho armádní sbor původně určen k invazi do Srbska, k tomu ale nedošlo a v srpnu 1914 byl převelen na východní frontu. Krátce poté byl oficiálně ze zdravotních důvodů odvolán a přeložen do Vídně. K datu 1. února 1915 dostal časově neurčenou dovolenou, formálně byl penzionován až v roce 1919.
Dne 18. listopadu 1888 se v Brně oženil s Elisou Albertinou von Kubin, dcerou c. k. polního podmaršála Johanna von Kubin (1819–1870). Jednalo se o dvojitou svatbu, protože Elisina starší sestra Augusta Ernestina (1860–1923) se téhož dne provdala za Ottova bratra Huga.

## Tituly a ocenění
V roce 1908 byl spolu s bratrem povýšen do šlechtického stavu (Edler Meixner von Zweienstamm), během své kariéry obdržel také řadu vyznamenání. V letech 1926–1937 byl prezidentem Společnosti bývalých absolventů Tereziánské vojenské akademie.
- Vojenský záslužný kříž III. třídy (1897)
- Jubilejní pamětní medaile (1898)
- Řád železné koruny III. třídy (1903)
- Služební odznak pro důstojníky III. třídy (1903)
- Vojenský jubilejní kříž (1908)
- rytířský kříž Leopoldova řádu (1910)
- Bronzová vojenská záslužná medaile (1911)
- Mobilizační kříž (1913)
- Služební odznak pro důstojníky II. třídy (1913)
- Řád železné koruny I. třídy s válečnou dekorací (1914)
- Bronzová vojenská záslužná medaile s válečnou dekorací (1917)